# Endast änglar ha vingar
Endast änglar ha vingar (engelska: Only Angels Have Wings) är en amerikansk dramafilm från 1939 i regi av Howard Hawks. I huvudrollerna ses Cary Grant och Jean Arthur.

## Handling
Medan hon väntar på att hennes båt ska avgå om några veckor så börjar Bonnie Lee (Jean Arthur) umgås med folket på en liten flygplats. Bonnie börjar närma sig Geoff Carter (Cary Grant) som har en som firma levererar flygpost över mycket farliga berg i närheten. Saker och ting blir bara mer komplicerade när en annan pilot dyker upp, med en av Geoffs gamla flammor som sin flickvän.

## Om filmen
Filmen nominerades till två Oscar, för bästa svart-vita scenografi och bästa specialeffekter.

## Rollista i urval
- Cary Grant - Geoff Carter
- Jean Arthur - Bonnie Lee
- Richard Barthelmess - Bat MacPherson
- Rita Hayworth - Judy MacPherson
- Thomas Mitchell - "Kid" Dabb
- Allyn Joslyn - Les Peters
- Sig Ruman - John "Dutchy" Van Ruyter
- Victor Kilian - "Sparks" Reynolds
- John Carroll - "Gent" Shelton
- Don Barry - "Tex" Gordon
- Noah Beery, Jr. - Joe Souther
- Milisa Sierra - Lily
- Lucio Villegas - doktor
- Pat Flaherty - Mike
- Pedro Regas - Pancho
- Pat West - Baldy